# Découverte (Maupassant)
Découverte est une nouvelle de Guy de Maupassant, parue en 1884.

## Historique
La nouvelle est publiée initialement dans le quotidien Le Gaulois du 4 septembre 1884, avant d'être reprise l'année suivante dans le recueil Monsieur Parent.

## Résumé
Entre le Havre et Trouville, un Français est tombé éperdument amoureux d'une jeune Anglaise. Malgré leurs conversations limitées, chaque jour ressemble à un rêve éveillé : ils dînent sur la terrasses des casinos et profitent du soleil ardent. Ils se marient dans la foulée.Mais très vite l'amour décline... La seule erreur du Français a été de donner à l'Anglaise un professeur de français.

## Éditions
- Le Gaulois, 1884
- Monsieur Parent recueil  paru en 1885 chez l'éditeur Paul Ollendorff.
- Maupassant, Contes et Nouvelles, tome II, texte établi et annoté par Louis Forestier, éditions Gallimard, Bibliothèque de la Pléiade, 1979.